# كريس بويل
كريس بويل (بالإنجليزية: Chris Boyle)‏ (10 يونيو 1982 في المملكة المتحدة - ) هو مدرب كرة قدم ولاعب كرة قدم بريطاني في مركز الوسط. لعب مع نادي كيلمارنوك.

## وصلات خارجية
- كريس بويل على موقع قاعدة بيانات كرة القدم.إي يو (الإنجليزية)